# San Agustín de las Flores
San Agustín de las Flores es una localidad del estado mexicano de Guanajuato. Es parte del municipio de Silao de la Victoria.

## Toponimia
El nombre «San Agustín» hace referencia al santo patrono de la localidad: Agustín de Hipona.

## Demografía
| Gráfica de evolución demográfica |
|                                  |

| Censo | Población |
| ----- | --------- |
| 1940  | 139       |
| 1950  | 345       |
| 1960  | 566       |
| 1970  | 525       |
| 1980  | 544       |
| 1990  | 923       |
| 2000  | 794       |
| 2010  | 1 149     |
| 2020  | 1 287     |